# Jan František Frankopan
Jan František Frankopan O.F.M. (latinsky Franciscus de Fragepanibus, chorvatsky Ivan Franjo Frankapan, maďarsky Frangepán Ferenc János, kolem roku 1490, Modruš – 22. nebo 28. ledna 1543, Prešpurk) byl chorvatsko-uherský šlechtic, církevní hodnostář a diplomat z rodu Frankopanů. V letech 1530–1543 zastával úřad arcibiskupa kaločského a současně v letech 1538–1543 úřad biskupa jágerského. Byl vyslancem uherského krále Jana Zápolského.

## Život
Narodil se jako Jan X. Frankopan, syn Bernardina Frankopana a jeho aragonské manželky Luisy Marzanové. Měl osm sourozenců, mezi nimi bratra Kryštofa I., který zastával úřad chorvatského bána a sestru Beatrix (1480–1510), která se později stala manželkou Jánoše Korvína, syna českého krále Matyáše Korvína.
Podobně jako jeho strýc Řehoř († 1523) se věnoval duchovní dráze. Vstoupil do františkánského řádu a přijal řeholní jméno František. Byl jedním z nejvýznamnějších latinistů Chorvatska 16. století.
Sloužil jako diplomat ve službách krále Jana Zápolského (1526–1540), který ho zřejmě v roce 1538 jmenoval kaločským arcibiskupem a v roce 1538 ho papež Pavel III. jmenoval biskupem jágerským.
Byl Janovým vyslancem u polského krále Zikmunda I. (1506–1548). Po porážce Maďarů v bitvě u Moháče (1526) Osmané stále více rozšiřovali své území na úkor Uherského království, na které si ovšem činili nároky také Habsburkové. Dne 10. června 1538 ve Vratislavi podepsali uherský král Jan Zápolský a Ferdinand Habsburský smlouvu, která směřovala k usmíření zájmů ohledně vzájemných územních a dědických nároků, císař Karel V. píše z Toleda Janovi Zápolskému, že si přečetl jeho zprávu od řečníka jmonem Franciscus de Fragepanibus, arcibiskupa z Kaloči a biskupa z Agrie, a vyslechl mírové úsilí mezi jeho bratrem Ferdinandem a králem Janem „s největším uspokojením“.  
V roce 1541 na sněmu německých knížat v Řezně pronesl projev proti Turkům (Oratio reverendissimi in Christo patris), který následně vyšel v tištěné podobě.
Arcibiskup Jan František Frankopan zemřel 22. nebo 28. ledna roku 1543 v Prešpurku.